# (8024) Robertwhite
(8024) Robertwhite ist ein Asteroid des inneren Hauptgürtels, der am 17. März 1991 von der US-amerikanischen Astronomin Eleanor Helin am Palomar-Observatorium (IAU-Code 675) auf dem Gipfel des Palomar Mountain etwa 80 Kilometer nordöstlich von San Diego entdeckt wurde.
Der Himmelskörper wurde am 7. Februar 2012 nach dem US-amerikanischen Testpiloten Robert Michael White (1924–2010) benannt, der 16 Flüge im X-15-Programm absolvierte, als erster Pilot die Geschwindigkeit von Mach 4, Mach 5 und Mach 6 erreichte und als Erster mit einem Flugzeug am 17. Juli 1962 nach der Definition der US-Bundesluftfahrtbehörde (Federal Aviation Administration) den Weltraum erreichte und für diese Leistung seine Astronautenschwingen verliehen bekam.